# Psicoteràpia
En psicologia, psicoteràpia és un procés de comunicació entre un psicoterapeuta i la persona que acudeix a consultar-lo («pacient» o «client»), que cerca el canvi en la conducta, actituds, pensaments o afectes d'un individu amb l'objectiu d'augmentar el seu benestar. Alguns tipus de psicoteràpia es consideren basats en l'evidència per tractar alguns trastorns mentals diagnosticats i són considerats com a pseudociència. Inclou l'atenció o el suport, prestat per una persona formada en això, a una o més persones que pateixen problemes psicològics, de vegades a més d'altres tipus d'intervencions terapèutiques (especialment medicaments).
El tractament de problemes quotidians es designa més aviat com un «consell» però el terme s'utilitza de vegades alternativament amb «psicoteràpia», que no pressuposa una orientació científica; es considera denominatiu d'un ampli domini cientificoprofessional especialitzat, que s'especifica en diverses orientacions teoricopràctiques. Dins de la psicoteràpia hi ha una gran diversitat de corrents, maneres i conceptes teòrics aplicats a l'àmbit psicoterapèutic, que donen origen a altres tantes maneres d'establir aquest context de comunicació. Tanmateix, dues característiques que unifiquen la psicoteràpia són el contacte directe i personal entre el psicoterapeuta i qui el consulta, principalment mitjançant el diàleg, i la qualitat de «relació terapèutica» del context de comunicació, això és, una relació d'ajuda destinada a generar un canvi en el pacient.

## Origen del concepte
Els psicoteràpeutes troben el seu origen en diferents pràctiques, entre elles l'anàlisi psicològic de Pierre Janet, la cura de Josef Breuer, l'hipnosi i la psicoanàlisi. Algunes fonts de vegades es refereixen als mètodes dels terapeutes alexandrins reportats per Filó d'Alexandria o als treballs de Paracels com les primeres psicoteràpies.
El significat modern va ser proposat pel psiquiatre anglès Walter Cooper Dendy, que va introduir el terme psicoteràpia el 1853. Es diu que el terme definitiu psicoteràpia va ser encunyat per Hippolyte Bernheim, líder de l'École de Nancy «que va publicar el 1891 un treball titulat Hipnotisme, suggeriment, psicoteràpia». Tanmateix, la paraula psicoteràpia apareix a finals del XIX XIX segle a Alemanya. Es basa en les arrels gregues θεραπεία, therapeía, sacerdot, i ψυχή, psykhê, 'ànima', 'esperit', que significa literalment 'teràpies psicològiques'.
Les psicoteràpies tenen com a objectiu guarir amb l'esperit patiment tant psicològic com somàtic en el context d'una relació amb un psicoterapeuta. «Sovint es considera erròniament que la psicoteràpia és un tractament de la ment». Resumint les indicacions de la psicoteràpia, Bernheim escriu a On suggestion que el «tenesme, diarrea, vòmits vinculats a una afecció orgànica també poden ser exagerats per la psique i susceptibles en certa manera a la suggestion. Com podem veure, el camp de la psicoteràpia és molt ampli; pot intervenir de manera útil en totes les malalties que formen part d'una dinàmica psicosomàtica amb predilecció per l'element psiconerviós d'aquestes malalties».
Els plantejaments són nombrosos i corresponen a molts models teòrics diferents i fins i tot contradictoris. La psicoteràpia es diferencia de counseling o coaching de moda als països anglosaxons i que no pressuposen ni formació universitària ni formació en psicopatologia, encara que aquestes activitats són de vegades realitzades per psicòlegs o psiquiatres formats.

## Una eina eficaç en el marc dimensional d'un procés terapèutic interpersonal i social[calcitació]
Un tractament psicològic és un procediment interactiu i interpersonal entre un facultatiu especialitzat i un client/pacient que presenta unes determinades queixes, problemes o trastorns, que poden ser resolts amb psicoteràpia.
Aquesta minsa descripció abasta molts conceptes, que són importants a tenir en compte:
Tractament: relatiu al diàleg acurat d'un assumpte que sotmetem a consideració, per actuar-hi i entendre’l, transformar-lo o canviar-lo d'alguna manera.
Procediment: determina una tasca pautada i organitzada en l'abordatge de qualsevol procés terapèutic, per part del professional que la duu a terme. Una tasca que necessàriament ha de realitzar-se en un marc físic, clarament definit i habilitat per a l'exercici d'aquesta feina, com són les consultes (públiques o privades) i els contexts extraclínics en què pot executar-se algun procediment terapèutic específic.
Interactiu: intercanvi comunicatiu, sigui mitjançant el llenguatge oral o corporal, entre diferents persones.
Interpersonal: especifica una comunicació cara a cara entre diferents interlocutors, amb una clara definició de les identificacions personals i les condicions formals d'actuació entre ells. Això exclou anomenar tractament psicològic a: 1) les relacions basades únicament en la via telefònica, i 2) els llibres d'autoajuda i les gravacions amb instruccions terapèutiques, en què el professional és absent i no pot dur-se a terme la interacció cara a cara.
Facultatiu especialitzat: una activitat professional regulada per llei i amb una preparació tècnica certificada per institucions universitàries acreditades. Els únics psicoterapeutes degudament acreditats són els psicòlegs clínics i sanitaris. La resta de professionals de l'àmbit clínic poden proporcionar ajuda i acompanyament, però no dur a terme una psicoteràpia. Aquesta base de coneixements reglats fa que hàgim d'excloure com a tractament psicològic els que se sustenten en processos religiosos, de ciències ocultes, amb creences culturals ancestrals, els naturistes, o les tendències terapèutiques «en voga».
Client/pacient: aquella persona o persones que presenten queixes, problemes o trastorns, i demanden ajuda a un especialista per entendre'ls, transformar-los o canviar la seva situació mitjançant la psicoteràpia. El terme client, en comptes de pacient, evita la connotació excessivament compromesa del model mèdic, basat específicament en la malaltia. No tothom que rep psicoteràpia pateix necessàriament una malaltia mental; però sí que tothom que vol millorar el seu benestar ha de deixar de ser «observador» per passar a ser «partícip», ha de canviar el malestar que li generen la culpabilitat del passat i la por al futur, per la responsabilitat de l'ara.
Els tractaments psicològics són aquelles intervencions professionals en les quals el psicòleg clínic o sanitari (l'especialista en el comportament humà) procura d'ajudar a disminuir o erradicar el patiment de la persona que li demana ajut professional, o bé ensenyar-li les necessàries eines i habilitats per afrontar i enfrontar-se, ara i avui, als problemes del dia a dia. Es tracta de cercar la solució més pròxima a cada client per tal que els canvis, en la resolució del seu patiment, siguin tan consistents i permanents com sigui possible.
Aquesta intervenció, basada en les dimensions simptomàtiques, parteix d'una escolta atenta i activa d'allò que el client/pacient li diu, per cercar els aspectes bio-psico-socials que són responsables d'aquest malestar de les persones (individus, parelles, famílies i grups). Requereix la utilització d'unes tècniques adequades, específiques i contrastades científicament, per avaluar i tractar els clients dins del context pluridimensional present en el qual viuen.

## Simptomatologia
En major o menor mesura avui dia, hi ha milers de persones que reben tractaments psicològics; però, tot i l'extensa variabilitat de persones que reben psicoteràpia, les podríem agrupar en cinc dimensions simptomàtiques, molt generalitzades, que ens permetran allunyar-nos de l'actual, i massificada, influència del model medicoclínic categorial:
Psicosi, que solen ser persones diagnosticades amb esquizofrènia i el trastorn bipolar, i presenten al·lucinacions, deliris o alteracions del pensament, entre altres símptomes. El tractament d'elecció és el combinat: medicació i tractament psicològic.
Neurosi, en aquelles persones en què s'observen alteracions emocionals i de l'estat d'ànim persistents, patrons recurrents de conductes inadaptades o bé molèsties físiques sense que se'ls diagnostiqui cap malaltia orgànica específica (depressions, ansietat, distímies, fòbies, agorafòbia, trastorns de pànic o somatomorfs, de l'àmbit alimentari o de la personalitat..., entre d'altres). Si bé el tractament tradicional d'elecció s'ha basat en la psicoteràpia, no és menys cert que cada vegada més la medicalització s'ha fixat en ells, nodrint-se d'aquestes problemàtiques i accentuant-ne una expansió diagnòstica altament controvertida.
Estrès o crisi, que es dona en persones que es troben en situacions que solen desbordar la seva capacitat d'afrontament i adaptació respecte a les diferents situacions vitals que es troben al llarg de la vida. Els individus que formen part d'aquest grup (cada vegada més dirigits pels mateixos sistemes clínics, que inculquen socialment la necessitat de consultar l'especialista per qualsevol d'aquestes problemàtiques, anul·lant cada vegada més la pròpia capacitat natural d'afrontament de l'individu) poden evolucionar cap a trastorns neuròtics o psicòtics, si no reben ajut professional.
Conductes problemàtiques, d'arrel psicològica, envers els altres, en què destaquen especialment les d'alguns nens i adolescents, els abusos de gènere, les addiccions i els comportaments antisocials o psicòpates... Els tractaments psicològics en aquest camp són molt heterogenis i arbitraris, posant en relleu sistemes de valors difícilment compatibles entre els terapeutes i els clients/pacients.
Les persones descontentes, que solen aglutinar individus amb problemes identitaris i d'alienació, recorren a la psicoteràpia per analitzar o alleugerir problemàtiques i sentiments d'insatisfacció amb allò que els ofereix el devenir vital. També és un perfil de persona que pot recórrer a altres teràpies alternatives, més de «moda» en el context social en què es trobi, com les místiques o espirituals, les naturistes, les religioses, el new age, etc.
Gairebé totes les persones passen per moments difícils al llarg de la vida; però quan aquestes dificultats/problemes excedeixen de la «naturalitat/normalitat», desborden la persona, se n'adoni o no ella mateixa; li dificulten viure de la manera desitjada, i li provoquen un gran malestar o patiment (els problemes duren molt més del compte, les dificultats són molt fortes; minven les seues facultats per afrontar el dia a dia, i li provoquen un malestar emocional important); és aleshores quan s'hauria de recórrer a la psicoteràpia.
Històricament, tot i que no podem parlar estrictament de tractaments psicològics, hi ha hagut molts i variables corrents a l'hora de «cuidar la psique». No és fins a finals del segle xix, i especialment tot el segle xx, quan comencen a sorgir, lligats a diferents contexts (moments socials, ubicacions geogràfiques, problemàtiques específiques, autors...), la major part dels corrents psicoterapèutics existents avui dia (teràpia cognitivoconductual, teràpies psicoanalítiques i dinàmiques, existencialistes i humanistes, i les sistèmiques), cada una d'elles basades en fonaments propis; tot i que, molt probablement, en la pràctica no siguin tan diferents com aparenten ser en teoria.

## Eficàcia de la psicoteràpia[calcitació]
És un fet que l'actual medicalització de la psicologia pot passar factura en l'afebliment de la nostra societat. La població demana cada vegada més una «pastilla miraculosa» que solucioni els seus problemes de manera immediata i sense gens d'esforç personal; la influència dels grups de pressió farmacèutics és tan notòria, que està portant a una extrema, irracional i interessada categorització de les malalties mentals (això ha donat peu a l'increment d'importants corrents crítics mundials dins l'àmbit de la salut mental) amb criteris estrictament econòmics, especialment en l'assistència pública i les companyies d'assegurances mèdiques, les quals «imposen» els fàrmacs com a tractaments de primera elecció, sota l'etiqueta de «bona i mala praxi professional», obviant la veritable eficàcia d'altres tractaments adequats i específics per a cada patologia, però que necessiten temps per a observar un procés evolutiu en els pacients.
A diferència del model mèdic, que es basa exclusivament en l'efecte específic dels preparats farmacològics, la perícia dels professionals o la qualitat dels aparells tècnics utilitzats (p. ex. davant un diagnòstic, una cura, una operació...) a l'hora de tractar el problema o la malaltia prèviament establerta o categoritzada, un tractament psicològic porta inherent un elevat component d'efecte inespecífic que, en moltes ocasions, pot comportar certs problemes conceptuals i metodològics a l'hora de valorar i quantificar l'eficàcia en l'aplicació pràctica dels diferents corrents psicoterapèutics.
Alguns efectes inespecífics com «l'efecte placebo», «l'efecte Barnum», «l'efecte Pigmalió» i «l'efecte Charcot», entre d'altres, conformen una part inherent de qualsevol teràpia psicològica, probablement més a causa de l'elevat aval del component històric i cultural de la nostra societat (psicosocial) que no pas al mateix component neurobiològic (bio) dels trastorns mentals.
Això no vol dir que els tractaments psicoterapèutics estiguin exempts d'efectes específics. Tot al contrari, ja que cada psicoterapeuta ha de conèixer i estar format en el procediment i ús de tècniques específiques en els tractaments que aplica a cada client/pacient, en funció de la dimensió simptomàtica del trastorn i la problemàtica avaluada; però tampoc hem de perdre de vista que un professional, a l'hora d'augmentar la seva eficàcia davant de qualsevol tractament, ha de ser capaç d'assolir una bona aliança terapèutica amb el seu client, ha de ser una persona emocionalment equilibrada, molt flexible i capacitada per aplicar el sentit comú.
Pel que fa a l'àmbit de la salut mental, es classifica l'eficàcia dels tractaments en funció del suport empíric que presenten; però és cert que hi ha molts efectes inespecífics dels tractaments farmacològics (basats únicament en l'eficàcia del fàrmac) que són insegurs i incontrolables (p. ex., les diferents reaccions o efectes secundaris que aquests medicaments poden provocar als malalts a qui s'administra, la dosi adequada que la persona toleri de cada medicament...) i necessiten un posterior seguiment personalitzat dels pacients, amb variacions i reajustaments de les dosis per garantir-ne uns bons, tot i que a vegades només acceptables, resultats.
Sotmetre les eines terapèutiques a diferents proves científiques és la metodologia més fiable a l'hora de conèixer si aquestes poden ser realment efectives durant un procés terapèutic. És per això que si un tractament psicològic té els objectius clarament definits i centrats en solucions per als pacients, ens permetrà de resoldre o mitigar els seus problemes, amb resultats apreciables entre 2 i 6 mesos, si no es tracta de problemes greus o de problemes amb molta comorbiditat, ja que aleshores aquest període s'allargarà.
Un tractament psicològic eficaç és fruit d'un treball unificador entre la capacitat i formació del professional, les vivències relacionals i interpersonals amb les quals conviu el pacient, i el component biològic del qual està fet. En definitiva, estem parlant d'una psicologia científica i altament professionalitzada que executa una teràpia psicològica dins un marc contextual, multidimensional i integrador per al client.
És per això que, cada vegada més, els psicòlegs clínics han d'estar capacitats per a treballar amb objectius amples i formar part intrínseca d'equips multidisciplinaris de professionals a l'hora de dur a terme una teràpia psicològica eficaç, ja que s'haurà de donar sortida als diferents aspectes beneficiosos per als clients, durant tot aquest procés:
- Ajudar-los a ser proactius, a creure i ser partícips de la pròpia capacitat per sortir de la situació en què es troben.
- Cercar i ensenyar-los tècniques que els permetin alleugerir, o fins i tot eliminar, aquells símptomes inhabilitadors que pateixen.
- Acompanyar-los en el reconeixement de la pròpia responsabilitat a l'hora de refer el camí que els permeti tornar a gaudir d'un normal funcionament de la seva vida.
- Compartir informació amb l'equip de treball i derivar els pacients a altres especialistes, en cas que ho necessitin, perquè aquests puguin assolir el grau més alt de benestar possible.